# Rödbukstamarin
Rödbukstamarin (Saguinus labiatus) är en primat i familjen kloapor (Callitrichidae).

## Kännetecken
Arten når en kroppslängd mellan 23 och 30 cm och därtill kommer en 34 till 41 cm lång svans. Individernas genomsnittliga vikt ligger vid 490 gram. Pälsen har på ryggen en svart färg och är på buken rödaktig. Liksom hos andra kloapor finns vid alla fingrar och tår klor (med undantag av stortån) istället för naglar. Huvudet har likaså en svart färg med undantag av vita hår kring munnen och på nosen.

## Utbredning och habitat
Rödbukstamarin förekommer i västra Amazonområdet i Sydamerika. Utbredningsområdet ligger i västra Brasilien mellan floderna Rio Madeira och Rio Purus samt i angränsande regioner av Bolivia och Peru. Underarten S. l. thomasi är skild från övriga populationen och förekommer mellan floderna Río Japurá och Rio Solimões, som är en källflod till Amazonfloden. Habitatet utgörs av regnskogar och träskmarker.

## Levnadssätt
Denna primat är aktiv på dagen och går på fyra extremiteter över grenar eller hoppar till nästa gren. Rödbukstamarin lever i grupper med 2 till 10 individer (genomsnitt 6) som bildas av en eller flera honor samt en eller flera hannar och deras ungar. Varje grupp har ett avgränsat revir av 23 till 41 hektar som försvaras mot främmande artfränder. Arten är allätare och livnär sig främst av frukter, insekter och nektar.
I gruppen parar sig bara den dominanta honan med en eller flera hannar. Som hos de flesta kloapor föds tvillingar per kull och hela gruppen hjälper vid ungarnas uppfostring.

## Hot
Liksom andra djur som lever i regnskogen hotas rödbukstamarin av skogsavverkningar. IUCN betraktar populationen som stabil och listar arten som livskraftig (LC).

## Systematik
Rödbukstamarin är en av 17 arter i släktet tamariner. Vanligen skiljs mellan tre underarter: Saguinus labiatus labiatus, S. l. rufiventer och S. l. thomasi som har ett eget utbredningsområde. De två förstnämnda underarterna sammanfattas ibland till en enda underart.